# Polygala brachysepala
Polygala brachysepala är en jungfrulinsväxtart som beskrevs av Joseph Blake. Polygala brachysepala ingår i släktet jungfrulinssläktet, och familjen jungfrulinsväxter. Inga underarter finns listade i Catalogue of Life.